# Municipio de Tower
El municipio de Tower (en inglés: Tower Township) es un municipio ubicado en el condado de Cass en el estado estadounidense de Dakota del Norte. En el año 2010 tenía una población de 54 habitantes y una densidad poblacional de 0,6 personas por km².

## Geografía
El municipio de Tower se encuentra ubicado en las coordenadas 46°56′31″N 97°36′31″O / 46.94194, -97.60861. Según la Oficina del Censo de los Estados Unidos, el municipio tiene una superficie total de 89.51 km², de la cual 89,5 km² corresponden a tierra firme y (0,01 %) 0,01 km² es agua.

## Demografía
Según el censo de 2010, había 54 personas residiendo en el municipio de Tower. La densidad de población era de 0,6 hab./km². De los 54 habitantes, el municipio de Tower estaba compuesto por el 100 % blancos. Del total de la población el 1,85 % eran hispanos o latinos de cualquier raza.